# Bodianus vulpinus
Bodianus vulpinus е вид бодлоперка от семейство Labridae. Видът не е застрашен от изчезване.

## Разпространение и местообитание
Разпространен е в Австралия.
Обитава пясъчни и скалисти дъна на морета, заливи и рифове. Среща се на дълбочина от 100 до 201 m, при температура на водата от 14 до 26,5 °C и соленост 34,5 – 35,5 ‰.

## Описание
На дължина достигат до 43,5 cm.